# Asociación de Básquet del Este del Chubut
La Asociación de Básquet del Este del Chubut (ABECh) es el ente que rige la práctica del baloncesto en la región del Valle inferior del río Chubut, es decir en las ciudades de Trelew y Rawson y también en la ciudad de Puerto Madryn.
Fue fundada en 1954 bajo el nombre de Federación de Básquet y desde entonces se encarga de la creación y gestión de torneos en la región.

## Historia
La historia asegura que en el año 1926 se disputó el primer partido de básquet en Trelew. Fue en el colegio Nacional de Trelew, cuando un grupo de alumnos de ese establecimiento hizo sus primeras armas en la disciplina. Mucho bregaron los iniciadores de la práctica de este deporte para organizar una liga o asociación que los represente en los más altos medios de la provincia y del país.
Esto sucedió el 30 de noviembre de 1954 cuando con todo éxito quedaron finiquitadas las gestiones llevadas a cabo por un entusiasta grupo de jóvenes y se creó la que se denominaba "Federación de Básquet". En la calle España N.º 4 de Trelew, al lado de la ex Liquidadora, era el sitio habitual de reunión. Ahí se juntaban y discutían diferentes aspectos relacionados con la necesidad de nuclear la actividad. Allí nació la idea de conformar una asociación que los agrupara teniendo en cuenta que hasta ese momento sólo existían desafíos y encuentros amistosos entre los equipos que practicaban este deporte, pero no en una competencia formal.
Los primeros clubes afiliados fueron Racing Club, Independiente, Huracán, Círculo Católico de Obreros, Club Ciclistas Unidos, Germinal y Gaiman. Se abstuvieron de participar en las sesiones decisivas los representantes de Puerto Madryn y Dolavon.
La primera comisión directiva estuvo integrada por Carlos F. Ibarra, como presidente; Ernesto Denadei, como Secretario; Oberdan Minicucci, como Tesorero; Guillermo Belzunce (profesor pionero en la práctica de este deporte en Trelew), José Miele y Luis Marzullo, como consejeros; Alfredo Wittemberg y Percy Hughes, como revisores de cuentas, aunque también se recuerda a Mario Miguel, Resnik, "Cuchu" Crespo y Rubén Otermin, entre otros, como alentadores de esta propuesta.
La primera medida adoptada por la flamante comisión fue solicitar los requisitos necesarios para la afiliación a la Confederación Argentina de Básquetbol (CABB). Con un mayor grado de organización, a partir de ese momento el básquet del Valle comenzó a tener más aceptación y comenzaron a disputarse torneos con alto grado de emotividad teniendo en cuenta la gran rivalidad que existía entre los equipos intervinientes, aunque seguía siendo todo demasiado de entre casa.
En el año 1975, la ciudad de Trelew albergó un campeonato Argentino de Mayores, que se dividió en tres subsedes, Comodoro Rivadavia, Esquel y Trelew. El título quedó en poder de Capital Federal, que le ganó al final a Provincia de Buenos Aires, Chubut fracasó en su participación quedando último en su zona sin conocer el sabor de la victoria.
En la década del 70 se observaron algunos momentos muy interesantes del desarrollo del básquet local, incluso con la contratación de jugadores oriundos de otros puntos del país. Después el auge decayó hasta mediados de la década del 80, cuando Huracán e Independiente se animaron a contratar jugadores extranjeros para jugar los certámenes locales.

## Torneo
Actualmente la temporada está dividida en dos torneos, el Apertura y el Clausura. El primero se disputa en la primera mitad del año y el segundo en la restante. Se disputan mediante un formato de Etapa Regular de todos contra todos ida y vuelta, Los 4 mejores posicionados pasan a una Fase Final Eliminatoria (semifinal y final) para definirse el campeón

### Historial de campeones (2008 - actualidad)
| Año  | Torneo   | Campeón                       | Serie                         | Subcampeón                    |
| ---- | -------- | ----------------------------- | ----------------------------- | ----------------------------- |
| 2006 | Apertura |                               |                               |                               |
| 2006 | Clausura | Guillermo Brown               |                               |                               |
| 2007 | Apertura |                               |                               |                               |
| 2007 | Clausura | Guillermo Brown               |                               |                               |
| 2008 | Apertura |                               |                               |                               |
| 2008 | Clausura | Huracán                       |                               | Guillermo Brown               |
| 2009 | Apertura | Huracán                       |                               | Germinal                      |
| 2009 | Clausura | Germinal                      | 2 - 0                         | Guillermo Brown               |
| 2010 | Apertura | Derpotivo Madryn              | 2 - 1                         | Guillermo Brown               |
| 2010 | Clausura | Huracán                       | 2 - 0                         | Guillermo Brown               |
| 2011 | Apertura | Huracán                       |                               | Deportivo Madryn              |
| 2011 | Clausura | Guillermo Brown               | 2 - 1                         | Huracán                       |
| 2012 | Apertura | Ferro                         | 2 - 0                         | Deportivo Madryn              |
| 2012 | Clausura | No finalizó por incidentes    | No finalizó por incidentes    | No finalizó por incidentes    |
| 2013 | Apertura | Deportivo Madryn              | 2 - 1                         | Ferro                         |
| 2013 | Clausura | Deportivo Madryn              | 2 - 1                         | Ferro                         |
| 2014 | Apertura | Ferro                         | 2 - 1                         | Deportivo Madryn              |
| 2014 | Clausura | Ferro                         | 2 - 0                         | Deportivo Madryn              |
| 2015 | Apertura | Deportivo Madryn              | 2 - 0                         | Ferro                         |
| 2015 | Clausura | Ferro                         | 2 - 0                         | Germinal                      |
| 2016 | Apertura | Deportivo Madryn              | 3 - 0                         | Ferro                         |
| 2016 | Clausura | Deportivo Madryn              | 3 - 2                         | Ferro                         |
| 2017 | Apertura | Ferro                         | 3 - 0                         | Germinal                      |
| 2017 | Clausura | Deportivo Madryn              | 3 - 2                         | Ferro                         |
| 2018 | Apertura | Deportivo Madryn              | 3 - 2                         | Huracán                       |
| 2018 | Clausura | Deportivo Madryn              | 2 - 0                         | Racing                        |
| 2019 | Apertura | Racing                        | 2 - 0                         | Ferro                         |
| 2019 | Clausura | Deportivo Madryn              | 2 - 1                         | Huracán                       |
| 2020 | Apertura | No se realizo por la pandemia | No se realizo por la pandemia | No se realizo por la pandemia |
| 2020 | Clausura | No se realizo por la pandemia | No se realizo por la pandemia | No se realizo por la pandemia |
| 2021 | Apertura | En Proceso                    | En Proceso                    | En Proceso                    |
| 2021 | Clausura |                               |                               |                               |

*El Club Independiente no se encuentra disputando los Torneos por falta de presupuesto

## Palmarés (2008 - Actualidad)

### Por clubes
| Equipo          | Títulos |
| --------------- | --- |
| Deportivo Madyn | 10 (Apertura 2010, Apertura 2013, Clausura 2013, Apertura 2015, Apertura 2016, Clausura 2016, Clausura 2017, Apertura 2018, Clausura 2018, Clausura 2019) |
| Ferro           | 5 (Apertura 2012, Apertura 2014, Clausura 2014, Clausura 2015, Apertura 2017)                                                                             |
| Huracán         | 3 (Apertura 2009, Clausura 2010, Apertura 2011) |
| Guillermo Brown | 3 (Clausura 2006,Clausura 2007,Clausura 2011) |
| Racing          | 2 (Clausura 2008, Apertura 2019) |
| Germinal        | 1 (Clausura 2009) |

### Por ciudades
| Ciudad        | Títulos |
| ------------- | ------- |
| Puerto Madryn | 18      |
| Trelew        | 5       |
| Rawson        | 1       |

## Clubes participantes
| Ciudad        | Equipo                 | Estadio                        | Capacidad |
| ------------- | ---------------------- | ------------------------------ | --------- |
| Puerto Madryn | Deportivo Madryn       | Estadio Luján Barrientos       | 3500      |
| Puerto Madryn | Guillermo Brown        | Estadio Benito García          | 1500      |
| Puerto Madryn | Ferrocarril Patagónico | Estadio Mariano Riquelme       |           |
| Trelew        | Huracán                | Estadio Atilio Oscar Viglione  | 1100      |
| Trelew        | Racing                 | Gimnasio Juan Andrés Fernández |           |
| Trelew        | Sportivo Trelew        | ---                            |           |
| Rawson        | Germinal               | Estadio Don Luís González      |           |